# Благов, Виктор Дмитриевич
Виктор Дмитриевич Благов (3 января 1936 — 8 апреля 2019) — главный специалист Ракетно-космической корпорации «Энергия», проектировщик космических кораблей «Восток», «Восход» и других, лауреат Государственной премии СССР (1980).

## Биография

Могила Виктора Дмитриевича Благова на Федеральном военном мемориальном кладбище.

После окончания МАИ (1959) работал в Особом конструкторском бюро № 1 (ныне — РКК «Энергия») в начале своей карьеры в должности инженера, позднее заместителя руководителя отделения — начальника отдела. Участвовал в проектировании космических кораблей «Восток», «Восход», в подготовке и проведении совместного полёта космических кораблей «Союз-19» и «Аполлон». Затем принимал участие в работах по проектам «Мир — Шаттл» и «Мир — NASA». Один из основателей научной школы «Планирование и оперативное управление пилотируемыми космическими полётами». В последние годы жизни занимался координацией и сопровождением работ по программе МКС.
Умер 8 апреля 2019 года. Похоронен на Федеральном военном мемориальном кладбище в Мытищах.

## Награды
- Государственная премия СССР в области техники 1980 года (в составе коллектива) — за создание первого в мире космического радиотелескопа КРТ-10 и проведение с ним экспериментальных работ на борту долговременной орбитальной станции «Салют-6».
- Награждён орденами «Знак Почёта» и Трудового Красного Знамени.[1]
- Заслуженный машиностроитель Российской Федерации.[2]